# Выборы в Сенат США (2016)
Выборы в Сенат США в 2016 году — выборы в верхнюю палату Конгресса Соединённых Штатов Америки, состоявшиеся 8 ноября 2016 года, в ходе которых распределяются 34 места из 100. В тот же день проводились и другие выборы, в том числе основной этап президентских выборов в США, основными кандидатами на которых были: от Демократической партии — Хиллари Клинтон; от Республиканской партии — Дональд Трамп.

## Общие сведения
Переизбираются сенаторы 3 класса — от штатов Алабама, Аляска, Аризона, Арканзас, Калифорния, Колорадо, Коннектикут, Флорида, Джорджия, Гавайи, Айдахо, Иллинойс, Индиана, Айова, Канзас, Кентукки, Луизиана, Мэриленд, Миссури, Невада, Нью-Гемпшир, Нью-Йорк, Северная Каролина, Северная Дакота, Огайо, Оклахома, Орегон, Пенсильвания, Южная Каролина, Южная Дакота, Юта, Вермонт, Вашингтон и Висконсин.
С 2014 года большинство в Сенате 114-го созыва Конгресса (3 января 2015 — 3 января 2017) принадлежало Республиканской партии — 54 места из 100. Среди сенаторов 3 класса было 10 представителей демократической партии и 24 — республиканской.
По предварительным данным, Республиканская Партия сохраняет большинство в Сенате, получая как минимум 51 место.
5 сенаторов (3 демократа и 2 республиканца) отказались от переизбрания, уйдя в отставку.
Только два действующих сенатора, республиканцы Келли Эйотт из Нью-Гэмпшира и Марк Кёрк из Иллинойса, проиграли выборы — их места заняли представители Демократической партии Мэгги Хассен и Тэмми Дакуорт.
Ввиду отставки Гарри Рида новым лидером демократов в Сенате после выборов стал Чак Шумер, лидером республиканского большинства остался Митч Макконнелл.

## Особенности выборов в Луизиане
В Луизиане 8 ноября ни один из кандидатов не получил абсолютного большинства голосов избирателей и, согласно закону штата, на 10 декабря 2016 года назначен второй тур голосования.
Во втором туре республиканец Джон Н. Кеннеди победил претендента от Демократической партии Фостера Кэмпбелла, и по результатам выборов 2016 года республиканцы располагают в Сенате 52 местами против 46 у демократов.

## Результаты
| Штат              | Действующий сенатор | Партия | Победитель выборов                                               |
| ----------------- | ------------------- | ------ | ---------------------------------------------------------------- |
| Айдахо            | Майк Крэйпо         | Р      | Переизбран                                                       |
| Айова             | Чак Грассли         | Р      | Переизбран                                                       |
| Алабама           | Ричард Шелби        | Р      | Переизбран                                                       |
| Аляска            | Лиза Меркауски      | Р      | Переизбрана                                                      |
| Аризона           | Джон Маккейн        | Р      | Переизбран                                                       |
| Арканзас          | Джон Бузман         | Р      | Переизбран                                                       |
| Вашингтон         | Патти Мюррей        | Д      | Переизбрана                                                      |
| Вермонт           | Патрик Лихи         | Д      | Переизбран                                                       |
| Висконсин         | Рон Джонсон         | Р      | Переизбран                                                       |
| Гавайи            | Брайан Шац          | Д      | Переизбран                                                       |
| Джорджия          | Джонни Айзаксон     | Р      | Переизбран                                                       |
| Иллинойс          | Марк Кёрк           | Р      | Тэмми Дакуорт (Д)                                                |
| Индиана           | Дэн Коутс           | Р      | Тодд Янг (Р)                                                     |
| Калифорния        | Барбара Боксер      | Д      | Камала Харрис (Д)                                                |
| Канзас            | Джерри Моран        | Р      | Переизбран                                                       |
| Кентукки          | Рэнд Пол            | Р      | Переизбран                                                       |
| Колорадо          | Майкл Беннет        | Д      | Переизбран                                                       |
| Коннектикут       | Ричард Блументал    | Д      | Переизбран                                                       |
| Луизиана          | Дэвид Виттер        | Р      | Джон Н. Кеннеди (Р) Во втором туре выборов 10 декабря 2016 года. |
| Миссури           | Рой Блант           | Р      | Переизбран                                                       |
| Мэриленд          | Барбара Микульски   | Д      | Крис Ван Холлен (Д)                                              |
| Невада            | Гарри Рид           | Д      | Кэтрин Кортес-Масто (Д)                                          |
| Нью-Гэмпшир       | Келли Эйотт         | Р      | Мэгги Хассен (Д)                                                 |
| Нью-Йорк          | Чак Шумер           | Д      | Переизбран                                                       |
| Огайо             | Роб Портман         | Р      | Переизбран                                                       |
| Оклахома          | Джеймс Лэнкфорд     | Р      | Переизбран                                                       |
| Орегон            | Рон Уайден          | Д      | Переизбран                                                       |
| Пенсильвания      | Пэт Туми            | Р      | Переизбран                                                       |
| Северная Дакота   | Джон Хувен          | Р      | Переизбран                                                       |
| Северная Каролина | Ричард Бёрр         | Р      | Переизбран                                                       |
| Флорида           | Марко Рубио         | Р      | Переизбран                                                       |
| Южная Дакота      | Джон Тьюн           | Р      | Переизбран                                                       |
| Южная Каролина    | Тим Скотт           | Р      | Переизбран                                                       |
| Юта               | Майкл Ли            | Р      | Переизбран                                                       |